# Дюфур де Прадт, Доминик
Доминик Жорж Фредерик де Риом де Пролиак дю Фур де Прадт (фр. Dominique Dufour de Pradt;1759 — 1837) — аббат, депутат генеральных штатов от второго сословия, впоследствии дипломат и приближённый Наполеона.
Эмигрировал в 1791 году. После 18 брюмера вернулся во Францию, стал епископом и духовником Наполеона, после успешно выполненной миссии в Испании получил сан архиепископа Малинского. В 1812 году был назначен послом в Великое герцогство Варшавское. Вместе с Талейраном деятельно участвовал в возвращении Бурбонов на французский престол.
Автор мемуаров о своем посольстве в Варшаву и нескольких исторических трудов по французской и европейской истории.